# Richard Collin

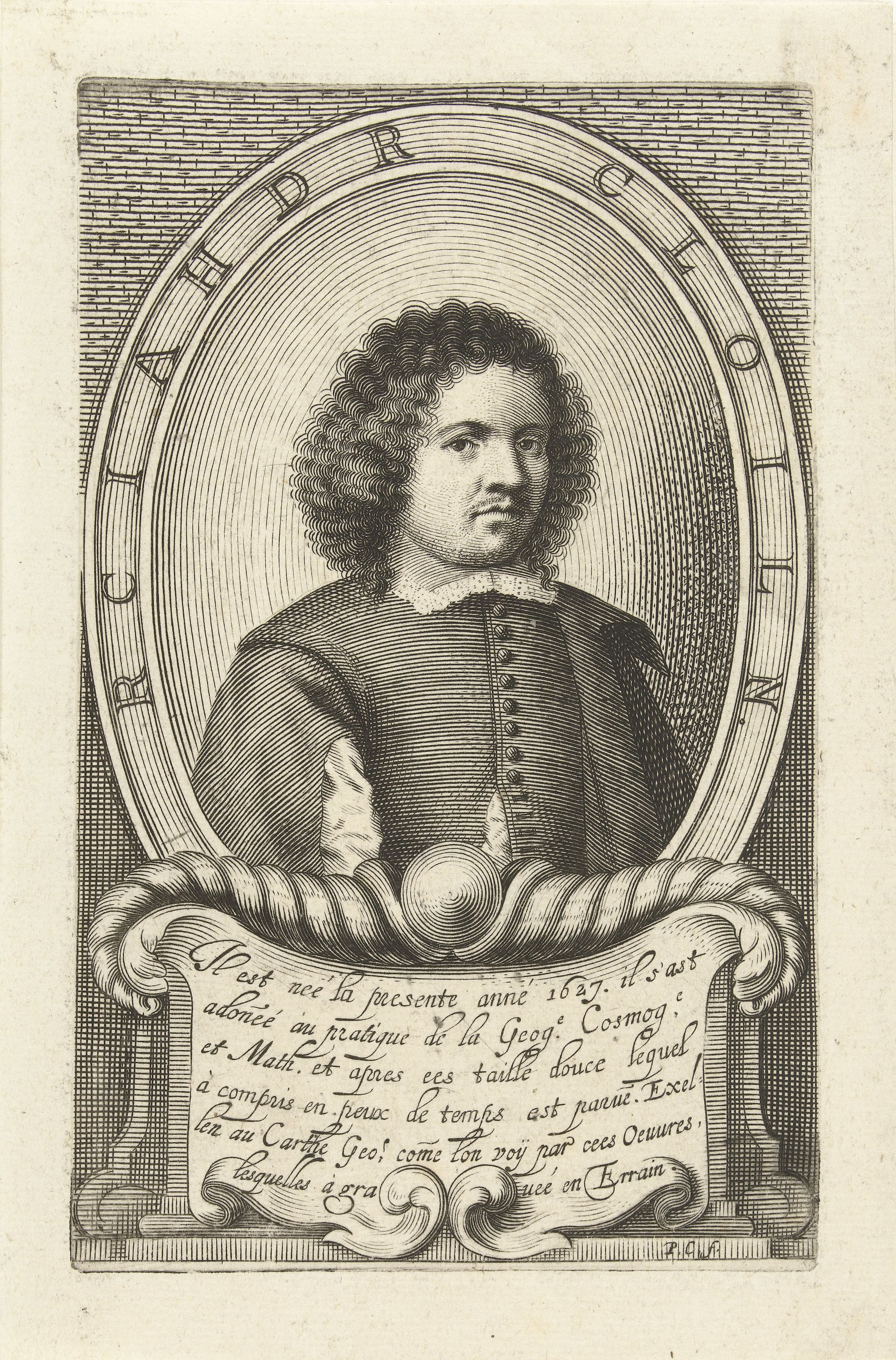
Peeter Clouwet, Retrato de Richard Collin

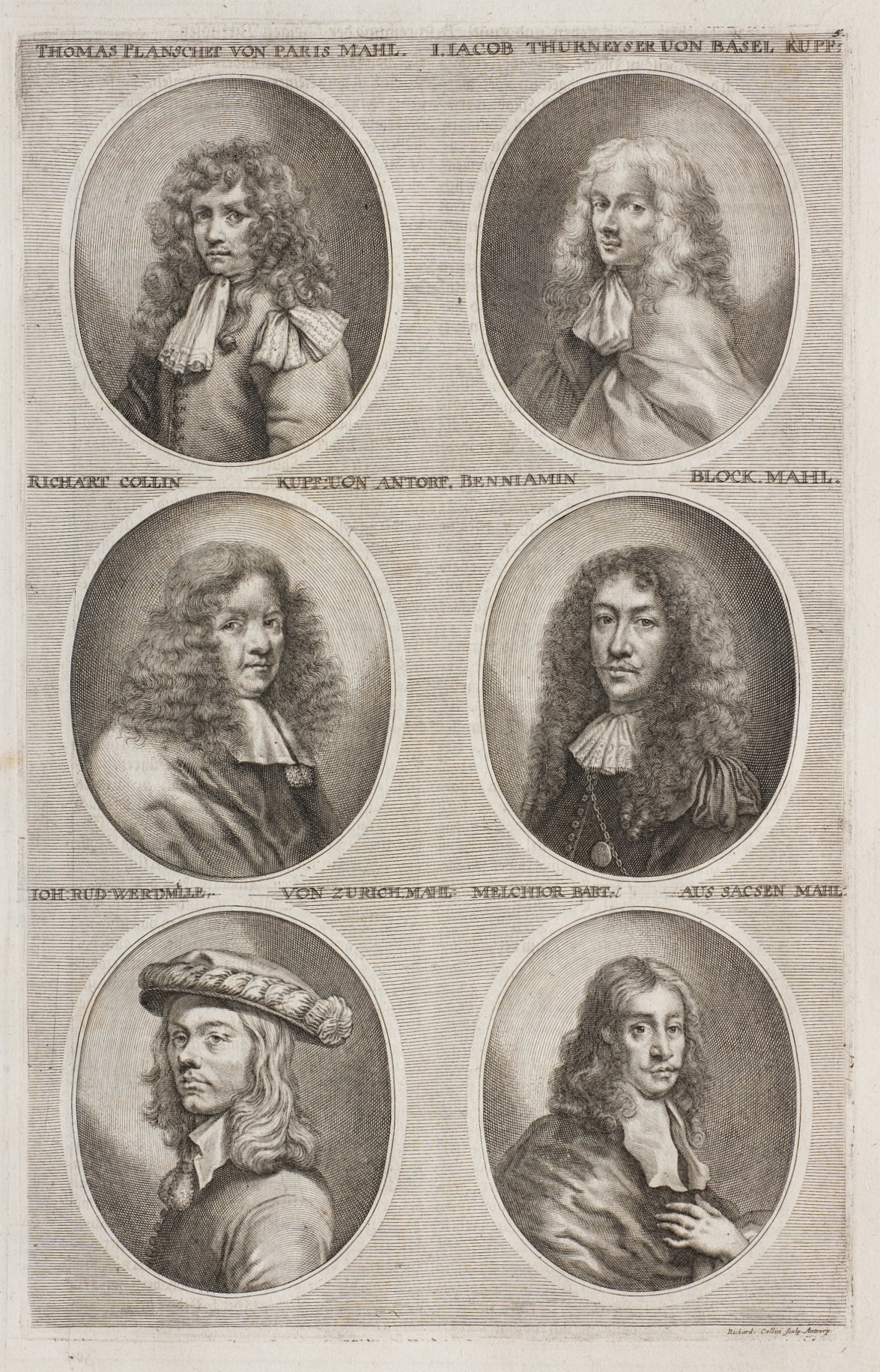
Grabados de Collin para la Teutsche Academie de Joachim von Sandrart. El propio Collin se retrata en la fila de en medio a la izquierda.

Richard Collin (Luxemburgo, 1626-Bruselas, c. 1697) fue un grabador y dibujante flamenco, calcógrafo del rey Carlos II de España.

## Biografía y obra
Discípulo de Joachim von Sandrart, en el ejercicio 1650-1651 ingresó en el gremio de San Lucas de Amberes. Destacó principalmente como grabador de retratos, a menudo ricamente enmarcados con aparato alegórico y alguna vez por pintura de Rubens, como en el caso del grabado dedicado al carmelita Domingo Ruzzola. En 1661 proporcionó algunos de los retratos que ilustran Het Gulden Cabinet de Cornelis de Bie, entre ellos el de Antoine van Leyen, a quien iba dedicada la obra, y el de Artus Quellinus, ambos por dibujo de Erasmus Quellinus II. Será este uno de los pintores con los que con mayor frecuencia colabore: por dibujo suyo grabó y editó el Theatrum pacis hispano-gallicae con el arco triunfal alzado en Amberes para conmemorar la promulgación de la paz entre España y Francia el 15 de abril de 1660.
Por pinturas de François Duchatel grabó en 1665 el retrato de Francisco de Moura Corterreal, gobernador de los Países Bajos españoles de 1664 a 1668, y en 1669 el de su sucesor, Íñigo Melchor Fernández de Velasco. En 1669 grabó en Amberes por dibujo de Jan Erasmus Quellinus la portada calcográfica del tratado de Johannes-Gualtherus Del-Bruggen Unio divinae et humanae domus dedicada al matrimonio del emperador Leopoldo I y la infanta Margarita, con sus retratos enmarcados en óvalos. Trabajos como estos, en cierto modo relacionados con la monarquía hispánica, podrían explicar que llegase a ser bien conocido en España y que ya en 1675 desde Sevilla se le reclamase el retrato de la beata Damiana de las Llagas para ilustrar la biografía que le había dedicado el padre Juan de Cárdenas.

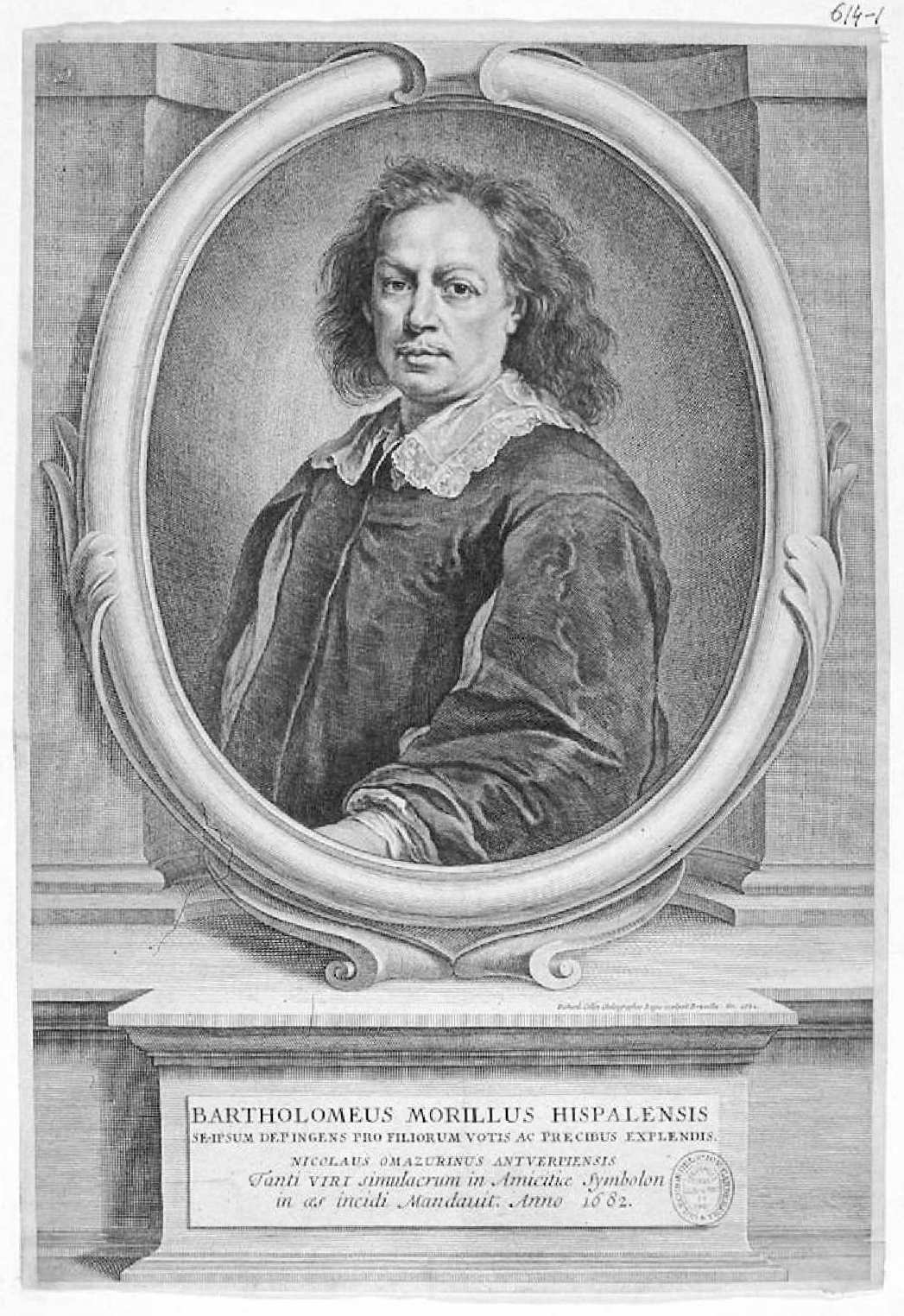
Retrato de Bartolomé Esteban Murillo, firmado «Richard Collin Chalcographus Regis sculpsit Bruxellaæ». 1682. Madrid, Biblioteca Nacional de España.

Todavía en Amberes firmó algunas de las estampas que más fama le dieron: los retratos de artistas para la Teutsche academie de Joachim von Sandrart, una especie de enciclopedia de las artes que incluía una colección de biografías de artistas en parte originales y en parte tomadas de Karel van Mander y Cornelis de Bie editada entre 1675 y 1679 y completada en 1680 con una nueva traducción de las Imagini de i Dei degli antichi de Vincenzo Cartari. Buscando una mayor difusión, él mismo se encargó de preparar la impresión de la versión latina de sus textos, de la que salió una primera parte dedicada a las esculturas en 1680 con el título Sculpturae veteris admiranda, en la que también participó Collin, y en 1683 la versión completa de las biografías, en latín, con el título Academia nobilissimae artis pictoriae.
En 1678, con residencia en Bruselas, obtuvo el nombramiento de calcógrafo regio. Con tal título firmó un año después el retrato de Sandrart para su edición de la Iconología de Cartari, diciéndose su muy humilde servidor, y en 1682 el grabado en cobre abierto por encargo de Nicolás Omazur del autorretrato de Murillo conservado en la National Gallery de Londres, del que ya había hecho una copia para el libro de Sandrart, o el grabado que también por encargo de Omazur hizo del retrato del arzobispo de Sevilla Ambrosio Ignacio Spínola y Guzmán pintado por Pedro Núñez de Villavicencio del que existen varias copias. Del mismo modo y quizá por dibujo propio firmó en 1687 el retrato de Francisco Antonio de Agurto, gobernador de los Países Bajos españoles de 1685 a 1692.
De Carlos II de España dejó un retrato halagador, de medio cuerpo, con gesto enérgico, vistiendo armadura y manto de armiño, con el globo terráqueo sobre su cabeza y al pie dos leones representando la extensión de sus dominios. La estampa, firmada en Bruselas en 1686, iba a tener pocos años después un complemento en el retrato de la reina Mariana de Neoburgo, encargo de Francisco Antonio Agurto con motivo del enlace matrimonial.